# اسپلنومگالی
بزرگ‌طحالی یا اِسپلنومگالی (به انگلیسی: Splenomegaly) به بزرگ شدن طحال که معمولاً در ربع فوقانی چپ شکم انسان قرار دارد، گفته می‌شود.
اسپلنومگالی یافته‌ای شایع در طیف وسیعی از بیماریها به‌شمار می‌رود. البته اسپلنومگالی شدید (massive) همیشه نشانگر یک پاتولوژی زمینه‌ای است. معمولاً تعریف اسپلنومگالی شدید عبارت است از گسترش کامل طحال به ربع تحتانی چپ یا لگن یا رد شدن آن از خطر وسط شکم. طحال‌های بسیار بزرگ (massive) حداقل ۱۰۰۰–۵۰۰ گرم وزن دارند. شایع‌ترین اختلالات همراه با اسپلنومگالی، اختلالات خونی، عفونی، کبدی، احتقانی و التهابی هستند.